# Maurice Demierre

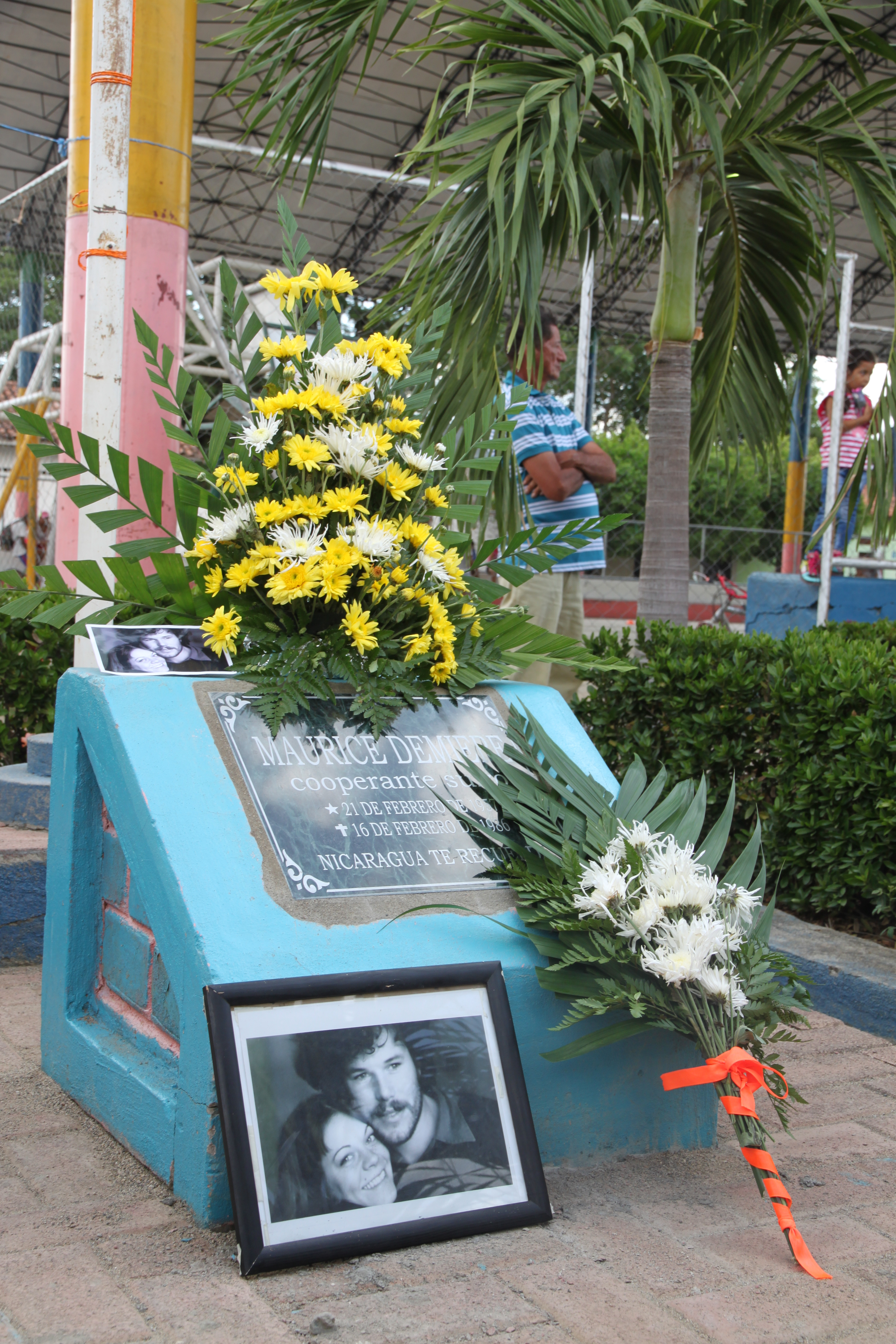
Grabstein zu Ehren von Maurice Demierre in Somotillo, Nicaragua

Maurice Demierre (* 24. Februar 1957 in Bulle FR; † 16. Februar 1986 in Nicaragua) war der erste Schweizer Entwicklungshelfer, der im so genannten Contra-Krieg von der anti-sandinistischen Contra in Nicaragua ermordet wurde.

## Leben
Maurice Demierre wurde als Zweitältester von 5 Geschwistern am 24. Februar 1957 in Bulle im Schweizer Kanton Freiburg geboren. Sein Vater war Schriftsetzer. Er wuchs in einer von christlichem Engagement und politischer Verantwortung geprägten Familie auf. 1975 erwarb er am Kollegium St. Michael in Freiburg/Schweiz die Matura. Ab 1977 absolvierte er mehrere Praktika (bei den Emäus-Jüngern in Foggia/Italien, in Frankreich und in Spanien) und arbeitete auf verschiedenen Landgütern in der Westschweiz und auf Alpen. Parallel dazu bildete er sich an der Landwirtschaftsschule Grangeneuve zum Landwirtschaftstechniker aus. Im Jahr 1977 meldet er sich bei Frères sans Frontières, einer Schweizer Entwicklungshilfeorganisation (heute: E-Changer), um sich als Freiwilliger in einem Drittweltland einzusetzen. Als er sich geweigert hatte, den dritten Wiederholungskurs (Militärdienst) zu leisten, verteidigte er seine Haltung am 3. Juli 1980 vor dem Militärgericht mit seinem Engagement für die Dritte Welt und seiner christlichen Überzeugung, dessen Grundlage die Gewaltlosigkeit sei. Das Gericht verurteilte ihn für die Wehrdienstverweigerung zu 3 Monaten Gefängnis, zur Übernahme der Gerichtskosten und schloss ihn aus der Armee aus.

## Einsatz in Nicaragua
Ende 1982 kam Maurice als Freiwilliger der Hilfsorganisation Frères sans Frontières (heute: E-Changer) mit seiner Gefährtin Chantal Bianchi in Nicaragua an. Angesichts der Verständigungsprobleme, grosser kultureller Unterschiede und seiner Gewaltlosigkeit in einem Land, das militärisch angegriffen wurde und wo das Leben auf dem Spiel stand, waren die ersten Monate schwierig. Im März 1984 startete Maurice das Projekt in Villanueva und Umgebung. Es ging um Bauten und technische Hilfe in der Viehzucht in den drei Kooperativen Los Hornos (Achuapa), Los Tololos (Villanueva) und Santa Teresa in der Nähe von Somotillo. Bald dehnte sich seine technische Hilfe auf mehrere Produktionseinheiten (UPE: Unidad de Producción Estatal) der UNAG (Union Nacional de los Agricultores y Ganadores) in dieser Zone aus. Ab 1984 übernahmen Maurice und Chantal auch die Organisation und Begleitung von Schweizer Solidaritätsbrigaden. Gleichzeitig waren beide aktiv in der lokalen christlichen Basisgemeinde, dem so genannten Block (BIPBC: Bloque Intercomunitario Pro Bienestar Cristiano), der sich im Lichte der Befreiungstheologie für soziale Gerechtigkeit einsetzte und wo Probleme gemeinsam gelöst wurden. Maurice war sich der Gefahr bewusst, der er im grenznahen Gebiet zu Honduras ausgesetzt war, von wo aus die von der Reagan-Administration und der CIA logistisch, finanziell und politisch unterstützten anti-sandinistischen Contras im so genannten Contra-Krieg operierten. Er hat stets gesagt, dass er, falls er in Nicaragua sterben sollte, hier begraben werden möchte. Am 16. Februar 1986 wurde Maurice, der mehrere Frauen und Kinder nach Hause chauffieren wollte, und 4 nicaraguanische Frauen in der Nähe von Somotillo von der anti-sandinistischen Contra in einem Hinterhalt ermordet und 7 weitere Passagiere schwer verletzt, wovon zwei im Spital den Verletzungen erlagen.

## Reaktionen
Das Schweizer Außenministerium drückte zwar sein Bedauern in Bezug auf den Mord an Maurice Demierre aus, verzichtete aber auf einen Protest gegenüber US-Regierung.
Nachdem Max Frisch 1986 mit dem Neustadt International Prize for Literature der University of Oklahoma geehrt wurde, stellte er die Preissumme von 25'000 Dollar für den Bau einer Schule in Nicaragua zur Verfügung.
Nicht nur im Parlament und in der Schweizer Öffentlichkeit wurde diskutiert, ob Entwicklungshilfe in Nicaragua angesichts der ermordeten Schweizer (Maurice Demierre und Yvan Leyvraz sowie zahlreicher anderer Internationalisten wie etwa Joël Fieux/F, Albrecht "Tonio" Pflaum/D, Berndt Koberstein/D oder Ben Linder/USA) noch sinnvoll und möglich sei. Auch die meisten privaten Hilfswerke, darunter auch Frères sans Frontières, gaben sich unter dem Druck der Ermordungen von Maurice Demierre und Yvan Leyvraz vorsichtiger und zurückhaltender in dieser Frage.
Im Jahr 1987 reiste eine Freiburger Solidaritätsbrigade (Arbeitsbrigade) unter dem Namen "Brigade Maurice Demierre" nach Nicaragua. In Nicaragua übernahmen mehrere Kindergärten oder Schulen den Namen "Mauricio Demierre".
Nach 15 Jahren ist die Erinnerung an Maurice Demierre in Freiburg/Schweiz immer noch wach.
30 Jahre nach der Ermordung ist die Erinnerung an Maurice in Nicaragua noch lebendig, wie eine Schweizer Brigade ehemaliger Internationalisten im Juli 2016 in Somotillo feststellen konnte.

## Medien

### Bücher
- Chantal Bianchi: Un peuple, une passion: Nicaragua. Maurice Demierre est vivant. éd. de la Thièle, Yverdon-les-Bains 1987, ISBN 2-8283-0023-0.
- Jacques Depallens u. a. (Hrsg.): Nicaragua 1986: L'aventure internationaliste de Maurice, Yvan, Joël et Berndt. CETIM, Genève 1996, ISBN 2-88053-023-7.

### Filme
- Qué viva Mauricio Demierre (y también la revolución). Film de Stéphane Goël, musique Corinne Galland, Paco Lobo, Julien Sulser. (Lausanne), Climage 2006.
- Maurice Demierre, 30 ans déjà, auf rts.ch (Radio télévision suisse)

### Musik
- A Maurice Demierre: J'ai voulu vivre (Ich wollte leben). Auf CD: La Chanson de Fribourg. "Made in Switzerland".Text Bernard Ducarroz, Musik Pierre Huwiler. Disques Office 65186 (CD17178), 1709 Fribourg

## Varia
- Maurice Demierre, une vie donnée. Á l'occasion du 10e anniversaire de son assassinat au Nicaragua / présentation Yves Court et André Kolly. (Lausanne) La Première (Radio suisse romande), 1996.
- Le Nicaragua, 20 ans après la mort de Maurice Demierre. Une série proposée par Fabien Hünenberger. (Lausanne) Espace 2 (Radio suisse romande), 2006.